# Noumeaella
Noumeaella is een geslacht van weekdieren uit de klasse van de Gastropoda (slakken).

## Soorten
- Noumeaella africana Edmunds, 1970
- Noumeaella curiosa Risbec, 1937
- Noumeaella isa Ev. Marcus & Er. Marcus, 1970
- Noumeaella kristenseni (Ev. Marcus & Er. Marcus, 1963)
- Noumeaella rehderi Er. Marcus, 1965
- Noumeaella rubrofasciata Gosliner, 1991